# John Wilson (philatéliste)
Pour les articles homonymes, voir John Wilson et Wilson.
John Mitchell Harvey Wilson, né le 10 octobre 1898 et mort le 6 février 1975, 2e baronnet, est un philatéliste britannique, gardien de la Collection philatélique royale de 1938 à 1969. Il est à l'origine de la conservation de cette collection par règne et des premiers prêts de pièces pour des expositions philatéliques internationales après la Seconde Guerre mondiale.

## Biographie
John Wilson est second baronnet, titre reçu par son père pour son aide à l'agriculture écossaise. Il en hérite un domaine près de Glasgow.
Servant dans un régiment des Coldstream Guards dans les derniers mois de la Première Guerre mondiale, Wilson est hospitalisé à Stirling, en Écosse. C'est pendant cette période qu'il se passionne pour les timbres-poste après que son père lui a apporté sa collection pour l'occuper.
Après-guerre, il est avocat en tant que barrister jusqu'au début des années 1930 où il vit à plein temps de la gestion de son domaine et de sa collection philatélique. Généralement, il rassemble les timbres et pièces d'une collection spécialisée sur un petit pays ou une courte période, l'étudie, puis la vend pour en démarrer une autre.
Il est président de la Royal Philatelic Society London depuis 1934 quand il accepte en octobre 1936 de succéder à Edward Bacon le jour venu à la tête de la Collection philatélique royale qu'il connaît déjà pour la visiter régulièrement avec le Comité d'expertise de la société dont il est le président de 1937 à sa mort. Il prend le rôle de « gardien » (Keeper) de la collection, le 20 juin 1938, peu après la mort de Bacon.
Le roi George VI étant moins enthousiaste que son père, le roi George V, et ayant moins de temps à consacrer à la Collection, Wilson entame ses fonctions par le déménagement de celle-ci dans les étages du palais de Buckingham.
Après un état des lieux qui montre que Bacon a monté et légendé la presque totalité des acquisitions et émissions philatéliques jusqu'au règne d'Édouard VIII, Wilson et le roi s'accordent en décembre 1938 pour entamer une nouvelle collection dans des albums bleu. Comme auparavant, les nouveaux timbres-poste et les maquettes proviennent des postes britanniques, de celles des Dominions et des colonies.
Les fonctions de Wilson sont ralenties pendant la Seconde Guerre mondiale à cause de phlébite et de la mise en sécurité de la collection rouge dans un coffre d'une filiale de la Lloyds Bank, à Pall Mall, dans Westminster. Il travaille principalement sur les premiers albums de la collection bleue.
La paix revenue, et selon la volonté de George VI, Wilson voyage régulièrement avec quelques pièces de la Collection pour les exposer lors d'expositions philatéliques internationales : dès 1946 à Berne avec la collection de Niévès, suivie par les centenaires des premiers timbres des Dominions, y compris dans des pays non anglo-saxons dans les années 1960.
De 1949 à 1950, Wilson est à nouveau élu président de la Royal Philatelic Society London après abandonné ce mandat en 1940, tout en restant le président du comité d'expertise et en préparant la participation de la Collection à l'exposition annuelle de la société. Il participe également à différents conseils consultatifs et s'y oppose entre 1964 et 1966 à la volonté du Postmaster General Tony Benn de remplacer le profil royal par le nom du pays sur les timbres-poste. À cause de l'ensemble de ces activités, ainsi que la rédaction de l'histoire et catalogue de la collection de George V, The Royal Philatelic Collection, Wilson monte en albums peu d'éléments des règnes de George VI et d'Élisabeth II.
En 1969, Wilson prend sa retraite de la Collection philatélique royale et propose John Marriott comme successeur.

## Œuvres
- The Royal Philatelic Collection, 1952. Histoire de la Collection philatélique royale et catalogue de la collection rouge amassée par George V, John Tilleard et Edward Bacon. Récompensé en 1953 par la médaille Crawford de la Royal Philatelic Society London (RPSL).

## Honneurs et récompenses
- Chevalier commandeur dans l'ordre royal de Victoria en 1957.

- Médaille Tapling en 1950 de la RPSL pour l'article publié dans The London Philatelist : « British Guiana, the 1853-60 issues ».
- Médaille Crawford en 1953 de la RPSL pour son livre The Royal Philatelic Collection.
- Alfred Lichtenstein Memorial Award en 1956 du Collectors Club of New York pour son œuvre en faveur de la philatélie.

### Sources
- Nicholas Courtney, The Queen's Stamps. The Authorised History of the Royal Philatelic Collection, éd. Methuen, 2004,  (ISBN 0413772284).